# Kathroperla perdita
Kathroperla perdita är en bäcksländeart som beskrevs av Banks 1920. Kathroperla perdita ingår i släktet Kathroperla och familjen blekbäcksländor. Inga underarter finns listade i Catalogue of Life.